# Jack Blanchard & Misty Morgan
Jack Blanchard & Misty Morgan was een Amerikaans country-duo uit Florida.

## Bezetting
- Jack Blanchard[3] (Buffalo, 8 mei 1942)
- Misty Morgan[4] (Buffalo, 23 mei 1945 - 1 januari 2021)[5])

Beiden werden geboren in hetzelfde ziekenhuis en groeiden als kind op in Ohio. Ze ontmoetten elkaar in Florida, waar Blanchard werkte als komiek en Morgan als pianiste.

## Geschiedenis
In 1967 trouwden Blanchard en Morgan en begonnen ze samen te musiceren. In 1969 tekende het duo bij Wayside Records om hun eerste single Big Black Bird (Spirit of Our Love) uit te brengen, die zich plaatste in de country singlehitlijst (#59) en #23 in de pophitlijst. Daarna volgde de novelty-song Tennessee Bird Walk, die de toppositie haalde in de countryhitlijst. Er volgde de novelty-hit Humphrey the Camel (country  #5, pop #78).
Het tweede album Two Sides of Jack and Misty van het duo werd twee jaar later uitgebracht bij Mega Records. Daar werden meerdere hitsingles geproduceerd, inclusief Somewhere in Virginia (#15) en een andere novelty song The Legendary Chicken Fairy. Later tijdens de jaren 1970 brachten Blanchard en Morgan zes singles uit bij Epic Records, die voor de laatste keer de top 40 bereikten in 1974 met Just One More Song (#23). Uitgezonderd het compilatiealbum Sweet Memories in 1987 bracht het duo geen ander materiaal meer uit tot Back in Harmony (1995). Vanaf dan namen ze op bij het zelf-opgerichte independent-label Velvet Saw Records. Van 2005 tot 2008 brachten ze drie cd-albums uit bij het Australische Omni Records.
Hun song Yellow Bellied Sapsucker werd gebruikt in een aflevering van de derde serie van het Australische tv-drama Tangle.

## Discografie

### Singles
- 1969:	Big Black Bird (Spirit of Our Love)
- 1970:	Tennessee Bird Walk
- 1970: Humphrey the Camel
- 1970: You've Got Your Troubles (I've Got Mine)
- 1971:	There Must Be More to Life (Than Growing Old)
- 1971: Fire Hydrant No. 79
- 1972: Somewhere in Virginia in the Rain
- 1972: The Legendary Chicken Fairy
- 1972: Second Tuesday in December
- 1973:	A Handful of Dimes
- 1974: Just One More Song
- 1974: Something on Your Mind
- 1974: Down to the End of the Wine
- 1975: Because We Love
- 1976:	I'm High on You

### Albums
- 1970: Birds of a Feather (Wayside Records)
- 1972: Two Sides of Jack and Misty (Mega Records)
- 1987: Sweet Memories (Chalice Records)
- 1995: Back in Harmony (Playback Records)
- 2000: Back from the Dead (BAM Records)
- 2001: A Little Out of Sync (Velvet Saw Records)
- 2001: Masters of the Keyboards (Velvet Saw)
- 2003: Jack and Misty are Crazy (Velvet Saw)
- 2004: Beginnings (Velvet Saw)
- ????: Back From the Dead, Vol. 2 (Velvet Saw)
- 2006: Life and Death (and Almost Everything Else) (Omni Records)
- 2007: Weird Scenes Inside the Birdhouse (Omni Records)
- 2008: Nashville Sputnik the Deep South/Outer Space Productions of Jack Blanchard & Misty Morgan Omni Records]
- 2009: Traveling Music (Velvet Saw Records)
- 2012: Just One More Song - The 2012 Recordings (Velvet Saw Records)